# 魔物獵人 荒野
《魔物獵人 荒野》是一款由卡普空開發的動作角色扮演遊戲，於2025年2月28日發售。在遊戲中，玩家將扮演隸屬於「飛鳥隊」的自訂獵人角色，前往一處名為「封禁之地」的地方，目的是尋找一個名為「白色孤影」的傳説魔物，遊戲也允許單人玩家可與NPC獵人一同狩獵。

## 開發
本作的開發是在《怪物猎人 世界》的大型擴張資料片《冰原》發售之前。
本作的主題概念是講述自然的威脅與豐富，以及人與自然的關係。
由於畫質的提升，對蟲群的描寫變得更為寫實，因此要怎麼讓對有著蜘蛛恐惧症的玩家可以正常遊玩本遊戲是開發時的一個主要課題。製作組經過考慮，因為會影響到主要玩法而沒有更改大型魔物的設計，換作將一些小型魔物與環境內生物可以通過更改遊戲內設定，讓其在遊戲中呈現為史萊姆的模樣。不過，更改此設定也會讓遊戲內完全不像蜘蛛的血刺蟲也跟著變成史萊姆，這點是總監德田接受了測試人員的反饋加上的，在德田與Fami通的訪談中有提及。

## 評分
| 汇总媒体             | 得分                                 |
| -------------------- | ------------------------------------ |
| Metacritic           | PS5: 89/100 Win: 88/100 XSXS: 90/100 |
| OpenCritic（推荐率） | 95% 推薦                             |

| 媒体                  | 得分    |
| --------------------- | ------- |
| Destructoid           | 9.5/10  |
| Eurogamer             | 4/5     |
| Game Informer         | 8.75/10 |
| GamesRadar+           | 4.5/5   |
| GameSpot              | 8/10    |
| PC Gamer美国          | 85/100  |
| PCGamesN              | 9/10    |
| 个人电脑杂志          | 4/5     |
| Push Square           | 9/10    |
| Shacknews             | 9/10    |
| TechRadar             | 4.5/5   |
| VG247                 | 5/5     |
| Video Games Chronicle | 5/5     |

## 外部連結
- 官方网站